# Uddo Jacobson
Uddo Rudolf Jacobson (i riksdagen kallad Jacobson i Vilhelmina), född 31 maj 1886 i Ramsele, död 22 augusti 1957 i Vilhelmina, var en svensk riksdagspolitiker.
Uddo Jacobson var son till målarmästaren Anders Edvard Jacobsson och bror till Knut Jacobson. Efter genomgången folkskola och affärspraktik i Junsele bosatte han sig i Vilhelmina, där han startade en matvaru- och diverseaffär. Han var 1928-1930 ordförande i Vilhelmina kommunalnämnd och innehade från 1939 en mängd andra kommunala uppdrag där. Uddo Jacobsson blev tidigt politiskt aktiv och var ordförande i Vilhelmina arbetarekommun 1915–1917 samt 1922–1930 samt i Socialdemokratiska partiets Vilheminakrets 1928–1930, 1932–1935 och från 1937. Han tillhörde 1927–1930 som förste lappmarksrepresentant Västerbottens läns landsting och var från 1937 riksdagsledamot i Andra kammaren, där han representerade sitt parti i Västerbottens läns valkrets.
Som riksdagsledamot deltog Jacobson i flera utredningar, speciellt i frågor som gällde kronotorparnas rättigheter och ägostyckningsinnehavarnas servitutsrätt. Han skrev 118 egna moitioner varav många om jord- och skogsbruket samt om kommunikationer. Andra motioner gällde nomadskolor, pensionsfrågor och kommunala åligganden.
Han gjorde också aktiva insatser för bättre kommunikationer i Lappmarken. "Han var inte god att tas med då han tyckte sig möta oförståelse och okunnighet inför Norrlands, framför allt Lappmarkens problem", skrev Tage Erlander i sitt minnesord över Uddo Jacobson.